# Borgaro Torinese
Borgaro Torinese (piemontiul Borghi) egy 13.445 lakosú város Torino megyében  (Olaszország).

## Történelem
Egyes történelmi kutatások arra engednek következtetni, hogy Borgaro római kori eredetű település. Kr. u. 774 -ben Nagy Károly frankjainak megérkezésével Borgarot Caselle és Altessano Inferiore területéhez csatolták. A 18. században Károly Albert király ismét szétválasztotta Altessanot és Borgarot. Ezt követően a terület a chiablesei herceg tulajdona lett, a Savoyai-állam megalakulásáig. A ’60-as és ’70-es években a piemonti autóipar fejlődésével lakosainak száma nőtt. 2003-ban városi címet kapott.

## Fordítás
- Ez a szócikk részben vagy egészben  a   Borgaro Torinese című olasz Wikipédia-szócikk fordításán alapul.  Az eredeti cikk szerkesztőit annak laptörténete sorolja fel. Ez a jelzés csupán a megfogalmazás eredetét és a szerzői jogokat jelzi, nem szolgál a cikkben szereplő információk forrásmegjelöléseként.